# Trupanea proavita
Trupanea proavita är en tvåvingeart som först beskrevs av Erich Martin Hering 1939.  Trupanea proavita ingår i släktet Trupanea och familjen borrflugor. Inga underarter finns listade i Catalogue of Life.